# Rotava
Rotava (deutsch Rothau) ist eine Stadt im Karlovarský kraj in Tschechien.

## Geographie

### Geographische Lage
Rotava befindet sich acht Kilometer südöstlich von Klingenthal im böhmischen Westerzgebirge und gehört zum Okres Sokolov. Die Stadt liegt auf einer Hochfläche zwischen den Tälern von Svatava, Rotava und Novoveský potok.
Nachbarorte sind Obora und Šindelová im Nordosten, Jindřichovice im Südosten, Loučná im Süden, Smolná im Westen sowie Kraslice und Sklená im Nordwesten.

### Ortsgliederung

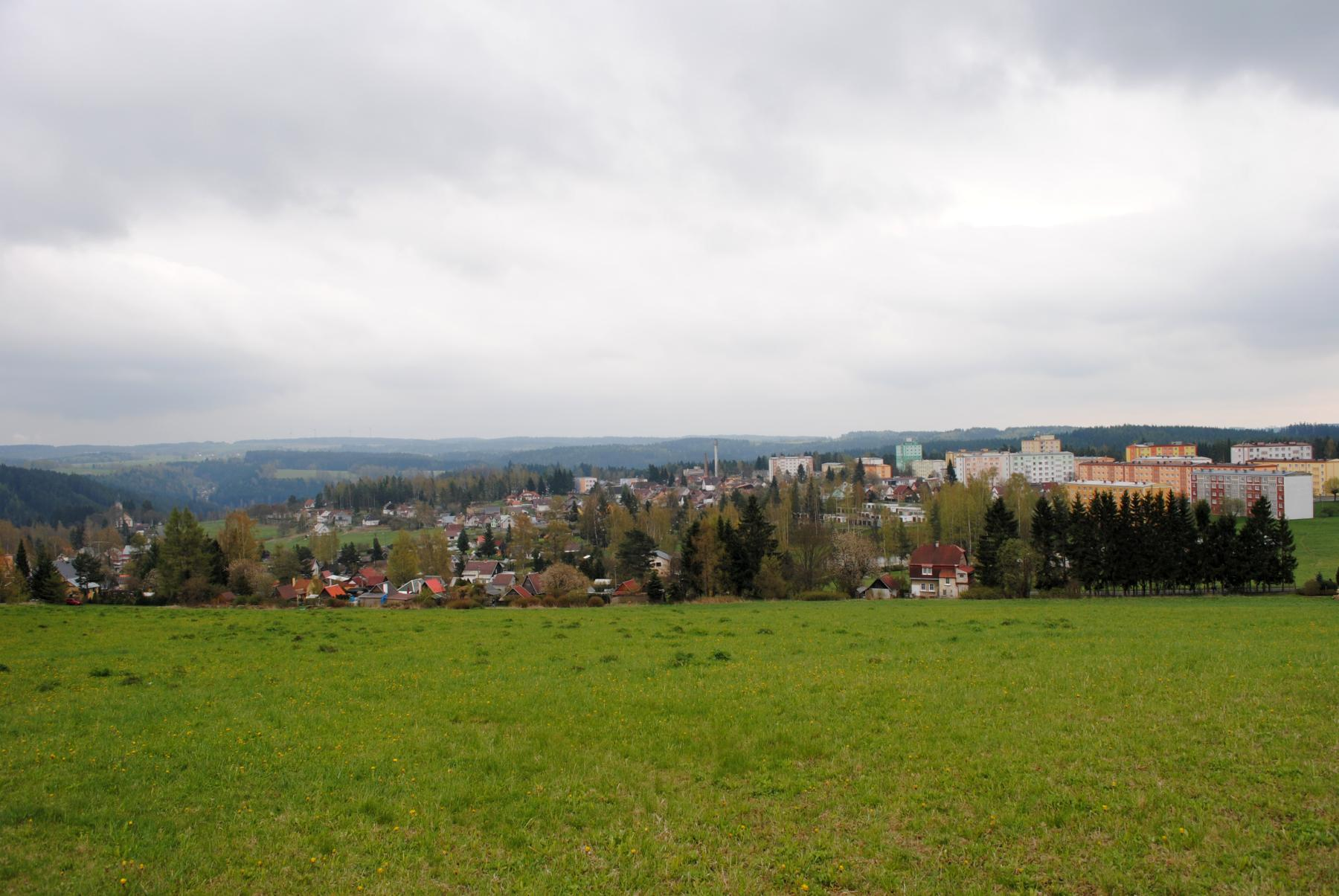
Blick von Horní Rotava

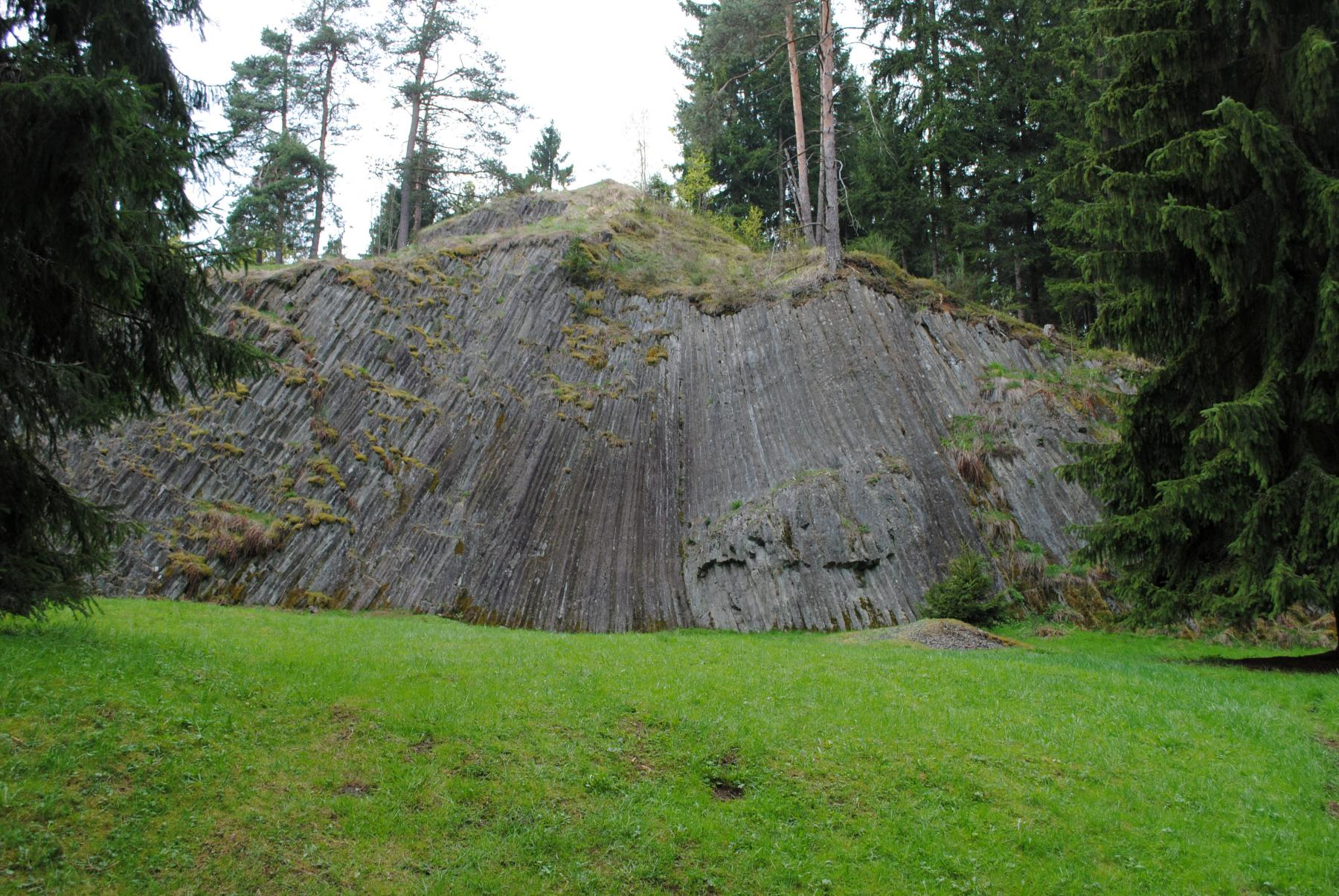
Basaltorgeln (Rotavské varhany) aus vulkanischer Tätigkeit

Die Stadt Rotava besteht aus den Ortsteilen Rotava (Rothau) und Smolná (Pechbach), die zugleich auch Katastralbezirke bilden.
Grundsiedlungseinheiten sind Horní Rotava (Oberrothau), Nová Plzeň, Rotava, Rozcestí und Smolná. Außerdem gehört zu Rotava die Einschicht Anenské Údolí (Annathal).

### Nachbarorte
|                     | Stříbrná (Silberbach)                       |                         |
| Kraslice (Graslitz) | Kompassrose, die auf Nachbargemeinden zeigt | Šindelová (Schindlwald) |
| Oloví (Bleistadt)   | Jindřichovice (Heinrichsgrün)               |                         |

## Geschichte
Nach der Entdeckung von Eisenerzlagerstätten im südwestlichen Erzgebirge entstand 1543 eine Ansiedlung für die Berg- und Hüttenleute. Der Ort gehörte zum Besitz der Familie Schlick. Von 1628 bis zur Ablösung der Patrimonialherrschaften im Jahre 1850 besaßen ihn die Grafen Nostitz. In der Anfangszeit lag Rothau äußerst abgelegen. Mit der Schaffung einer Straßenverbindung führte ein wichtiger Handelsweg von Erfurt und Plauen nach Prag durch den Ort. Aus dem 1560 gegründeten Dorf Winckelaw entstand der Ortsteil Oberrothau. Dem Hammerherren Christoph Michael Hutschenreuther gehörte in der zweiten Hälfte des 17. Jahrhunderts das Gut Winklau, ein ehemaliger Meierhof, den zuvor Hans von Winklau, Hofmeister der Grafen Schlick besaß. Laut der Kirchenchronik von Heinrichsgrün war Hutschenreuther zudem Besitzer eines bedeutenden Grundes in Unter-Rothau.
Die Rekatholisierung nach dem Dreißigjährigen Krieg bewirkte, dass zahlreiche Bergleute über die Grenze nach Kursachsen abwanderten. Seit dem 17. Jahrhundert entwickelte sich Rothau, das 1654 nur 18 Einwohner hatte, zu einem der bedeutendsten Standorte der Zinnblechfabrikation in Europa. Nach der Aufhebung der Patrimonialgerichtsbarkeit gehörte Rothau zum Gerichtsbezirk Graslitz und im Zuge der Trennung der politischen von der judikativen Verwaltung ab 1868 zum Bezirk Graslitz. 1861 wurde das Stabeisenwalzwerk errichtet, 1880 folgte ein Blechwalzwerk und 1889 entstand ein Stahlwerk mit Martinöfen.
Die 1909 von Erwein von Nostitz-Rieneck gegründeten Eisenwerke AG Rothau-Neudek beschäftigten mehr als 1000 Arbeitnehmer und produzierten pro Jahr ca. 100.000 Tonnen Eisen. Auch bei der Blechherstellung war das Unternehmen in der k.u.k. Monarchie führend. Auf den Fluren von Oberrothau entstand in den 1920er Jahren die Siedlung Haar. Im Jahre 1925 wurde die Stadtkirche erbaut. Der Zusammenbruch des Unternehmens infolge der Weltwirtschaftskrise im Jahre 1931 führte in Rothau und Umgebung zur höchsten Arbeitslosenquote in der Tschechoslowakei und löste soziale Unruhen aus.
Nach dem Münchner Abkommen wurde Rothau ins Deutsche Reich eingegliedert und gehörte zum Landkreis Graslitz. Während des Zweiten Weltkrieges erfolgte die Produktion von Waffen. Nach Ende des Zweiten Weltkriegs übernahm die Tschechoslowakei die im Münchner Abkommen an das Deutsche Reich übertragene Region. In der Folgezeit wurde die deutschsprachige Bevölkerung größtenteils enteignet und vertrieben. Nach Kriegsende wurden die Industrieanlagen von den Škoda-Werken Pilsen übernommen, und es entstand auf den Fluren von Horní Rotava die Siedlung Nová Plzeň. Zwischen 1960 und 1990 wurde dort mit Sídliště eine weitere Siedlung angelegt. Im Jahre 1965 wurde Rotava zur Stadt erhoben.

### Einwohnerentwicklung
| Jahr | Einwohner |
| ---- | --------- |
| 1869 | 1792      |
| 1880 | 1775      |
| 1890 | 1957      |
| 1900 | 2480      |
| 1910 | 3519      |

| Jahr   | Einwohner |
| ------ | --------- |
| 1921   | 3661      |
| 1930   | 3778      |
| 1950   | 1304      |
| 1961 1 | 1883      |
| 1970 1 | 4110      |

| Jahr   | Einwohner |
| ------ | --------- |
| 1980 1 | 3784      |
| 1991 1 | 3433      |
| 2001 1 | 3449      |
| 2011 1 | 3145      |

## Verkehr
Rotava besitzt einen Bahnhof an der grenzüberschreitenden Bahnstrecke Sokolov–Klingenthal. Direkte Zugverbindungen bestehen mit den Zügen der VIAMONT nach Sokolov, Karlovy Vary (Karlsbad) und Zwickau.

## Städtepartnerschaften
- Veitshöchheim in Unterfranken, seit 2016.

## Persönlichkeiten
- Hans Hutschenreuther (1575–1657), Hammerherr und Bergverständiger
- Christoph Michael Hutschenreuther (* um 1628; † 1707), Hammermeister, Gutsbesitzer
- Hermann Brandl (1874–1938), Oberlehrer und Heimatforscher
- Rudolf Rossmeisl (1923–1986), DDR-Diplomat, Botschaftsrat in der VR China und der UdSSR (1956–1960), Botschafter in Polen (1968–1973) und Spanien (1973–1975)